# 주러시아 오스트리아 대사관
주러시아 오스트리아 대사관(러시아어: Посольство Австрии в Москве, 독일어: Botschaft von Österreich in Moskau)은 오스트리아 정부가 러시아에 설치한 대사관으로, 위치는 모스크바의 하모니키 지구 스타로코니우셰니 레인 1번지에 자리잡고 있다. 관할 구역은 러시아 전 지역을 관할하게 되며, 산하 영사관 없이 대사관만 단독으로 운영한다. 또한 이 건물은 1906년 니키타 라자레프에 의해 설계 및 건축하였던 신고전주의 형태로 이루는 건축물인 니콜라이 민도프스키 하우스를 가지고 있다.

## 같이 보기
- 러시아-오스트리아 관계(영어판)
- 주오스트리아 러시아 대사관(영어판)
- 러시아 주재 외국공관 목록